# 1869 en Italie
Chronologie de l'Italie
- 1865
- 1866
- 1867
- 1868
- 1869
- 1870
- 1871
- 1872
- 1873

Chronologie de l'Europe

## Événements
- 1er janvier : la taxe sur la farine entre en vigueur. Des émeutes s’ensuivent, surtout en Emilie, qui sont durement réprimée[1].
- 31 janvier : création à Naples de la première section italienne de l’Internationale ouvrière par Bakounine[2].
- 13 mai : gouvernement Menabrea III[3].
- 8 décembre : ouverture du Ier concile du Vatican, convoqué par le Pape Pie IX pour discuter du dogme de l'infaillibilité pontificale (1869-1870), mais prématurément interrompu par la guerre franco-allemande[4].

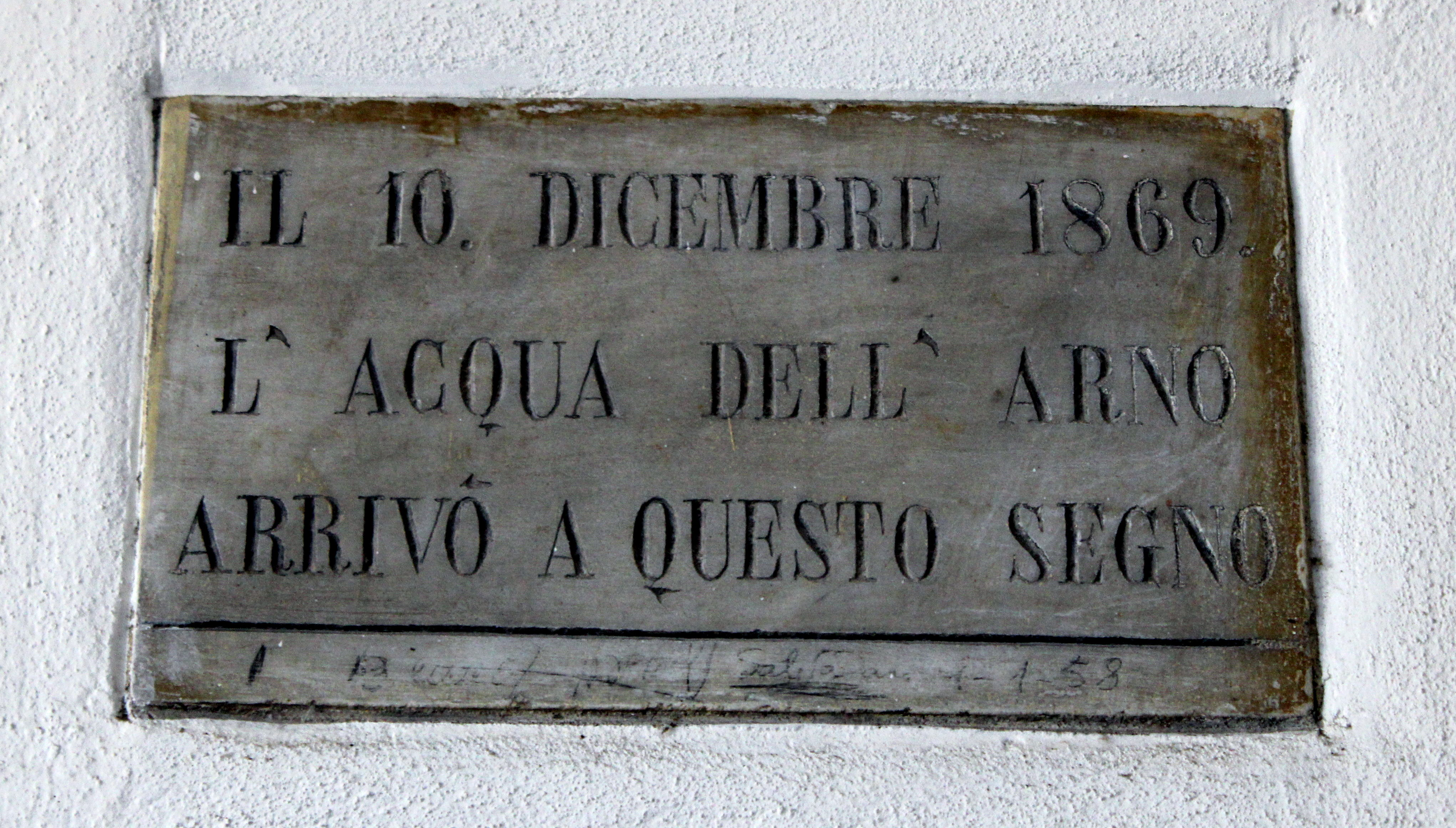
Plaque marquant l'inondation de l'Arno du 10 décembre 1869 à Pise.

- 10 décembre : inondations de l'Arno à Pise[5].
- 14 décembre : gouvernement Lanza[3]. Giovanni Lanza succède au général Menabrea comme président du Conseil italien avec un programme d’austérité financière.

- 134 865 Italiens quittent le pays.

## Culture

### Musique

#### Opéras créés en 1869
- 3 avril : création de Ruy Blas, drame lyrique en quatre actes de Filippo Marchetti sur un livret de Carlo d'Ormeville, d'après le drame homonyme de Victor Hugo, à La Scala de Milan
- 29 novembre : création au Teatro San Carlo de Naples de Gabriella di Vergy, opera seria en trois actes de Gaetano Donizetti, sur un livret d'Andrea Leone Tottola composé en 1826.

## Naissances en 1869
- 1er mars : Pietro Canonica, sculpteur et peintre italien († 8 juin 1959)
- 30 mai : Giulio Douhet, général et théoricien militaire italien († 15 février 1930).
- 9 juillet : Vittorio Rossi Pianelli, acteur et réalisateur. († 25 septembre 1953).
- 24 juillet : Giovanni Mataloni, peintre, graveur, illustrateur et affichiste italien († 21 septembre 1944)
- 11 novembre : Victor-Emmanuel III, (Vittorio Emanuele III), roi d'Italie du 29 juillet 1900 au 9 mai 1946. († 28 décembre 1947)

## Décès en 1869
- 12 février : Giuseppe Abbagnale, 52 ans, patriote du Risorgimento (° 25 novembre 1816)
- 8 mars : Luigi Calamatta, 66 ans, peintre et graveur. (° 21 juin 1801)
- 18 avril : Giuseppe Giacinto Moris, botaniste, directeur du Jardin botanique de Turin, membre de l'Académie des sciences de Turin et de l'Accademia di Agricoltura di Torino, qui fut également sénateur du royaume de Sardaigne. († 25 avril 1796)
- 27 mai : Giovanni Durando, 64 ans, général qui combattit pour l'unification de l'Italie (° 23 juin 1804)
- 17 juillet : Laura Beatrice Mancini, 48 ans, poétesse. (° 17 janvier 1821)
- 20 juillet : Beniamino De Francesco, 54 ans, peintre paysagiste, appartenant à l'École du Pausilippe. (° 1815)
- 2 août : Luigi Poletti, 76 ans, architecte néo-classique. (° 28 octobre 1792)
- 29 novembre : Giulia Grisi, 58 ans,  cantatrice (soprano). (° 22 mai 1811)

- Teodoro Duclère, 57 ans, peintre de paysages et dessinateur, faisant partie de la Scuola di Posillipo. (° 24 mai 1812)